# صمدآباد (خوسف)
صمدآباد یک روستا در ایران است که در دهستان قلعه زری شهرستان خوسف واقع شده‌است. صمدآباد ۱۱ نفر جمعیت دارد.